# Depotvertrieb
Unter Depotvertrieb, auch Depot-System, versteht man im Einzelhandel eine Vertriebsform, bei der der Einzelhändler vom Großhändler oder Produzenten verpflichtet wird, eine Mindestmenge des Produkts oder der Produktgruppe in seinem Laden zu führen. Zweck ist, eine imagegerechte Präsentation der jeweiligen Marke zu gewährleisten. Marken-Parfüms, -Kosmetik, -Uhren oder Designermode kommen fast ausschließlich über dieses Vertriebssystem zum Endverbraucher.